# El Impulso (Venezuela)
El Impulso fue el periódico de la ciudad de Barquisimeto más antiguo de Venezuela, avalado por una experiencia de más de un siglo de ininterrumpida labor periodística y publicitaria. Actualmente sigue sus labores como medio informativo a través de sus canales digitales: Página Web, Twitter, Instagram, Facebook y Youtube
Es un periódico regional con sede en la ciudad de Barquisimeto, Estado Lara. Utiliza un formato de tipo estándar en color y contiene regularmente 6 columnas para encajar sus noticias. Uno de sus principales logros es haber sido vocero permanente de la opinión pública, al contar con un espacio en el diario de "apartado de los lectores", para aquellas personas que quieran dar su opinión con respecto a algún tema específico. Su lema fue durante años decano de la prensa nacional, hoy en día es 105 años siempre jóvenes.

## Historia

### Orígenes
Su historia comienza cuando, en 1890, el señor Federico Carmona funda su imprenta en Carora, Municipio Torres, Estado Lara y comienza a publicar lo que hoy es "El Impulso".
A punto de crear el periódico, hizo circular una hoja llevada a todos los lugares de la ciudad, en la cual exponía la necesidad de crear un diario con el fin de que los caroreños tuviesen un contacto más directo con la realidad. La acogida de dicha hoja fue favorable y así, el 1 de enero de 1904 en Carora y con la premisa: ‘Bajo el doble y halagüeño auspicio de la paz que se afianza y un año que se inicia damos nosotros comienzo a la vida del periodismo diario en este heroico e importante distrito’, para entonces tenía una capacidad para producir 60 ejemplares por hora. El diario se logró vender y crearon una sucursal en Caracas donde también se imprimía el diario, pero en 1933 es ordenado su cierre -pero el de Lara- y el encarcelamiento de su director Juan Carmona por la dictadura de Juan Vicente Gómez, El Impulso de Caracas nunca más volvería a circular.
En 1943 se convierte en uno de los miembros fundadores de la Sociedad Interamericana de Prensa. En 1998 abre su portal de internet tras desarrollar un proyecto con estudiantes de comunicación social de la región, hoy en día alcanzando más de 20 mil visitas diarias. El 28 de enero de 1999 la Fundación Juan Carmona inaugura dos salas dedicadas a la exaltación de los valores de la región larense. Las salas son: la Sala de Exposición y la Sala Alternativa. En 2002 se decreta un cierre temporal por 24 horas por problemas con el Servicio Nacional Integrado de Administración Aduanera y Tributaria, aunque los directivos del medio señalaron que se trataba de una medida política por tener una postura contraria a la del gobierno de Hugo Chávez, puesto que pertenece a la familia de Pedro Carmona.
En el 2004 cumpliendo 100 años desde su fundación se creó la Fundación Juan Carmona, que apoya distintos movimientos artísticos y culturales de la región, por lo que se produjo una serie de conflictos entre trabajadores y otras personas que apoyan a este diario. Por otro lado en la sede del diario se encuentra un museo abierto al público en general, donde se puede encontrar artículos relacionados con los medios de comunicación, informaciones históricas cubiertas por el diario y la maquinaria utilizada para ese entonces. 
El diario es dirigido actualmente por el arquitecto Juan M. Carmona P. Su principal competidor en la región es El Informador.

### Descontinuación del diario
En el año 2018, luego de 114 años, El Impulso salé de circulación por las calles venezolanas dejando desempleado a más de 1000 trabajadores de sus instalaciones en Barquisimeto. Esto aclararon en su página oficial expresando su mayor gratitud por el gran apoyo que le han dado los barquisimetanos al diario en estos 114 años de mucho trabajo, también dijo que la razón por cual cierran es por la falta de dinero, y material para la impresión del diario.
Así expresó el Impulso en su editorial.
Aún hasta ahora siguen informando en sus redes sociales, y en su página oficial para los venezolanos dando su diario versión digital.